# Armoracia rusticana
A Armoracia rusticana é uma raiz-forte, típica da culinária do Leste europeu e muito conhecida dentre outros numerosos povos da Europa. É rica em vitamina C e é utilizada como condimento ou tempero quando ralada.

## Descrição
O género Armoracia (por vezes designada como armorácia) é o género botânico a que pertence a raiz-forte, espécie representativa do género e que é também conhecida pelo nome de rábano-bastardo, rábano-de-cavalo, rábano-picante, rábano-rústico, rábano-silvestre, rábano-silvestre-maior, rabão-silvestre, rabão-rústico, rabiça-brava, rabo-de-cavalo, mostarda-dos-monges ou saramago-maior, cujo nome científico é Armoracia rusticana (ou Cochlearia armoracia, Armoracia lapathifolia, Nasturtium armoracia, Radicula armoracia ou Rorippa armoracia). É uma planta perene, herbácea, da família das Brassicaceae (a que também pertence o nabo, a couve e a mostarda). As folhas radicais (junto à raiz) são grandes e oblongas. As folhas caulinares são lanceoladas. Tem flores brancas, com quatro pétalas inteiras. O fruto é uma síliqua pequena, de cerca de 4 mm de comprimento.
Segundo alguns autores, é nativa do norte temperado da Europa. Segundo outros, do Sudoeste da Ásia. Cresce até 1,5 metros de altura. As suas raízes, tuberosas e pontiagudas, são apreciadas como condimento picante e são ricas em vitamina C, mas as folhas também são comestíveis. Algumas comunidades judaicas utilizam-na ou utilizaram-na como "erva-amarga" durante a comemoração do Pessach. É também utilizado na preparação de molhos para acompanhar carne guisada, salsichas ou peixe defumado. É usado como sucedâneo do wasabi - sendo, para esse efeito, tingido com corante alimentar verde.
A raiz, por si mesma, não tem grande sabor, contudo, quando é cortada ou ralada, algumas enzimas das células danificadas da planta desdobram sinigrina, por hidrólise, de forma a produzir alil-isotiocianato (ou óleo de mostarda) - irritante para os seios da face e para os olhos. Quando se rala a raiz-forte, esta deve ser usada imediatamente ou misturada com vinagre, já que a raiz, exposta ao ar e ao calor, escurece e perde o sabor, tornando-se asperamente amarga.
Em Portugal é cultivada na região de Vila Nova de Milfontes, mas é amplamente utilizada no resto do mundo. Acredita-se que cerca de dois terços da produção mundial desta planta seja produzida na pequena região de Collinsville, no Illinois, Estados Unidos, que se autointitula "Capital Mundial da Raiz-forte", até porque se exporta daí, como produto de luxo, até para locais onde o consumo da planta é mais habitual.
A raiz-forte contém potássio, cálcio, magnésio e fósforo, bem como óleos voláteis, como o óleo de mostarda, que tem propriedades antibióticas. Fresca, a planta tem 177,9 mg/100 g de vitamina C. A enzima peroxidase, encontrada na planta, é muito usada em biologia molecular, por exemplo, para a detecção da ligação de um antígeno a um anticorpos (ver ensaio ELISA).

## História

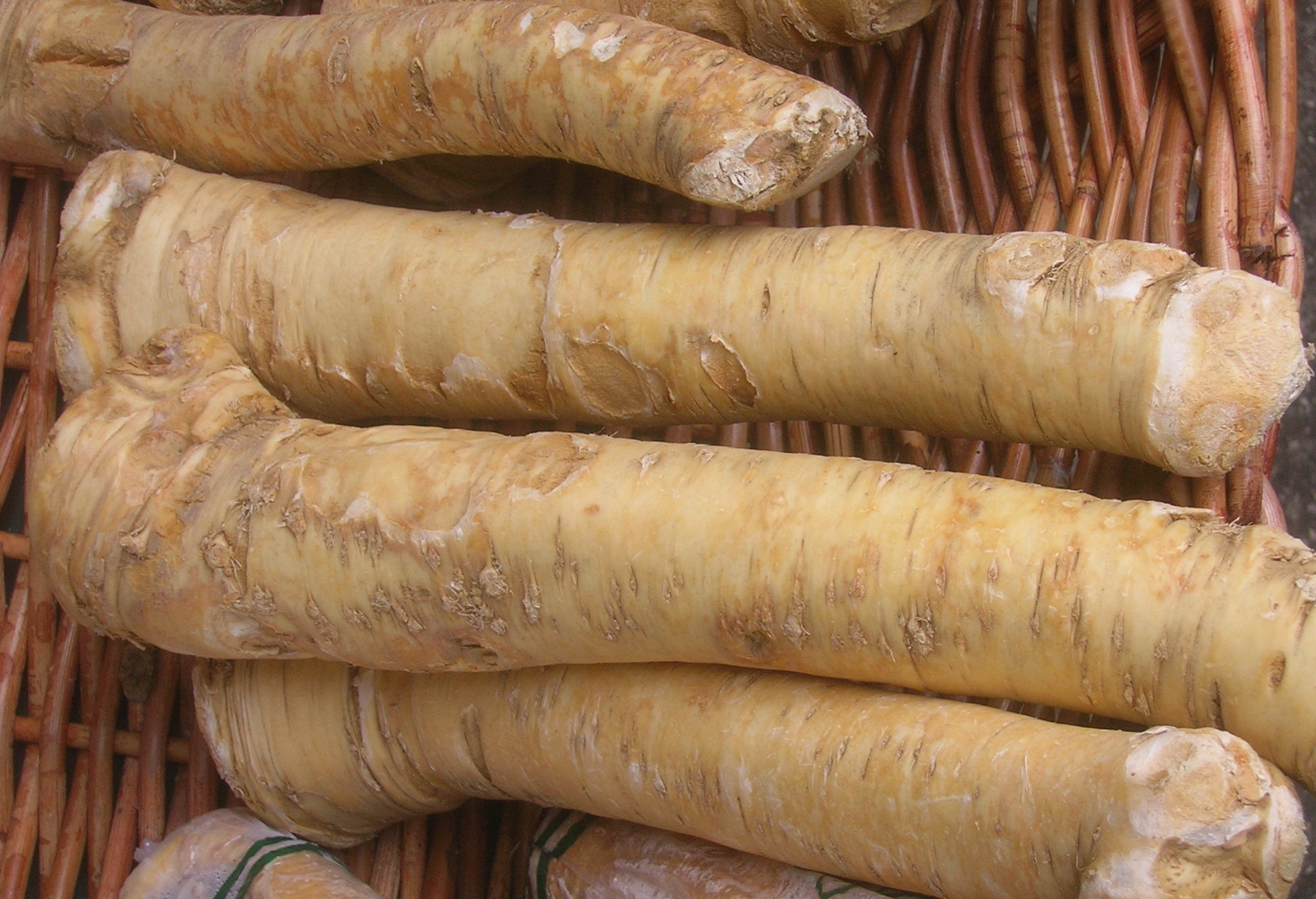
Raiz da Armoracia rusticana

A planta é cultivada desde a antiguidade. Catão, o Velho, discute a planta nos seus tratados sobre agricultura. Um mural em Pompeia, onde a planta está representada, sobreviveu até à actualidade. É, provavelmente, a planta que Plínio, o Velho menciona na sua Naturalis Historia, sob o nome de Armoracia, onde a recomenda pelas suas qualidades medicinais. É provável, também, que seja o rabanete silvestre referido pelos antigos gregos como raphanos agrios.
Tanto as raízes como as folhas foram usadas em todo o mundo com intuitos medicinais durante a Idade Média, e como condimento, principalmente na Dinamarca e Alemanha. Antes do uso generalizado da pimenta e do piri-piri, a raiz-forte e a mostarda eram as únicas especiarias picantes utilizadas na Europa.
William Turner (não o pintor, mas o botânico, 1508?-1568) menciona a planta como Red Cole no seu "Herbal" (1551-1568), mas não a refere como condimento. No "The Herball, or Generall Historie of Plantes" (1597), John Gerard descreve-a sob a designação de raphanus rusticanus, já que a planta é espontânea em diversas partes de Inglaterra. Depois de indicar as suas propriedades medicinais, este autor refere que os alemães a usavam, juntamente com vinagre, para acompanhar peixe, tal como os ingleses usavam a mostarda.
O rábano carimbado com um pouco de vinagre colocado para o efeito, é comumente usado entre os alemães para molho de comer peixe é tal como nós usamos a mostarda para codimentar carne.
É também ainda muito usado na culinária judaica, num molho agridoce, designado como chrain, que acompanha o gefilte fish.  Existem duas variedades de chrain—  chrain vermelho e chrain branco, isto é, misturado, ou não, com beterraba vermelha.
A raiz-forte é comumente usada na preparação do falso wasabi, mesmo no Japão.
Essa planta é cultivada desde a antiguidade pelos europeus. Por muito tempo, juntamente com a mostarda, eram os únicos condimentos picantes da Europa. Sua raiz branca que quando ralada exala um terrível cheiro característico que é irritante para os olhos (mais que a cebola). Seu uso como condimento é feito misturando a raiz da raiz-forte com sal e vinagre, ou por vezes adicionando um pouco de beterraba para deixá-lo mais fraco.

## Propriedades medicinais
A raiz-forte contém potássio, cálcio, magnésio e fósforo, bem como óleos voláteis, óleo de mostarda, que tem propriedades antibióticas. Fresca, a planta tem 177,9 mg/100 g de vitamina C. A enzima peroxidase, encontrada na planta, é muito usada em biologia molecular, por exemplo, para a detecção da ligação de um antígeno a um anticorpo.

## Cristianismo
Na Ucrânia, essa raiz é usada na Páscoa para simbolizar a paixão de Cristo. Na véspera da Páscoa, as famílias ucranianas levam cestas de alimentos para serem benzidos por sacerdotes, tais como: A paska (pão ucraniano) que simboliza o corpo de Cristo, a armoracia rusticana, que simboliza a paixão, a pessânka, que simboliza a ressurreição de Jesus e diversos tipos de linguiças e salames cozidos. Essa prática é feita tanto por católicos romanos quanto por ortodoxos.

## Uso na culinária
Seu uso está presente numa grande variedade de países, como a Ucrânia, a Rússia, a Itália, a Polônia, os EUA etc. 
Em todos essas nações, encontramos as suas duas variedades: O Armoracia rusticana branco, puro, que é mais forte, e o Armoracia rusticana vermelho, que é misturado com a beterraba para ficar um pouco mais fraco. Em qualquer um desses preparos, ele é usado como condimento, para acompanhar massas cozidas, fritas ou assadas e também para temperar saladas e pratos frios.

## Propriedades
É uma planta diurética, antiescorbútica, digestiva, revulsiva, rubefaciente, sudorífico, depurativo, carminativo, pectoral e usada contra o raquitismo.
Principios activos: As raízes e folhas contêm sinigrina (alil-glucosinato) e 2-fenil-etil-glucosinolato.

## Comercialização
Apesar de ser uma planta nativa da Europa, a raiz-forte tem a sua maior fábrica em Illinois, EUA, onde é muito apreciado. Essa região americana é responsável por 2/3 da produção mundial e a cidade de Collinsville é conhecida como a capital mundial da raiz-forte.